# Tesis de conflicto

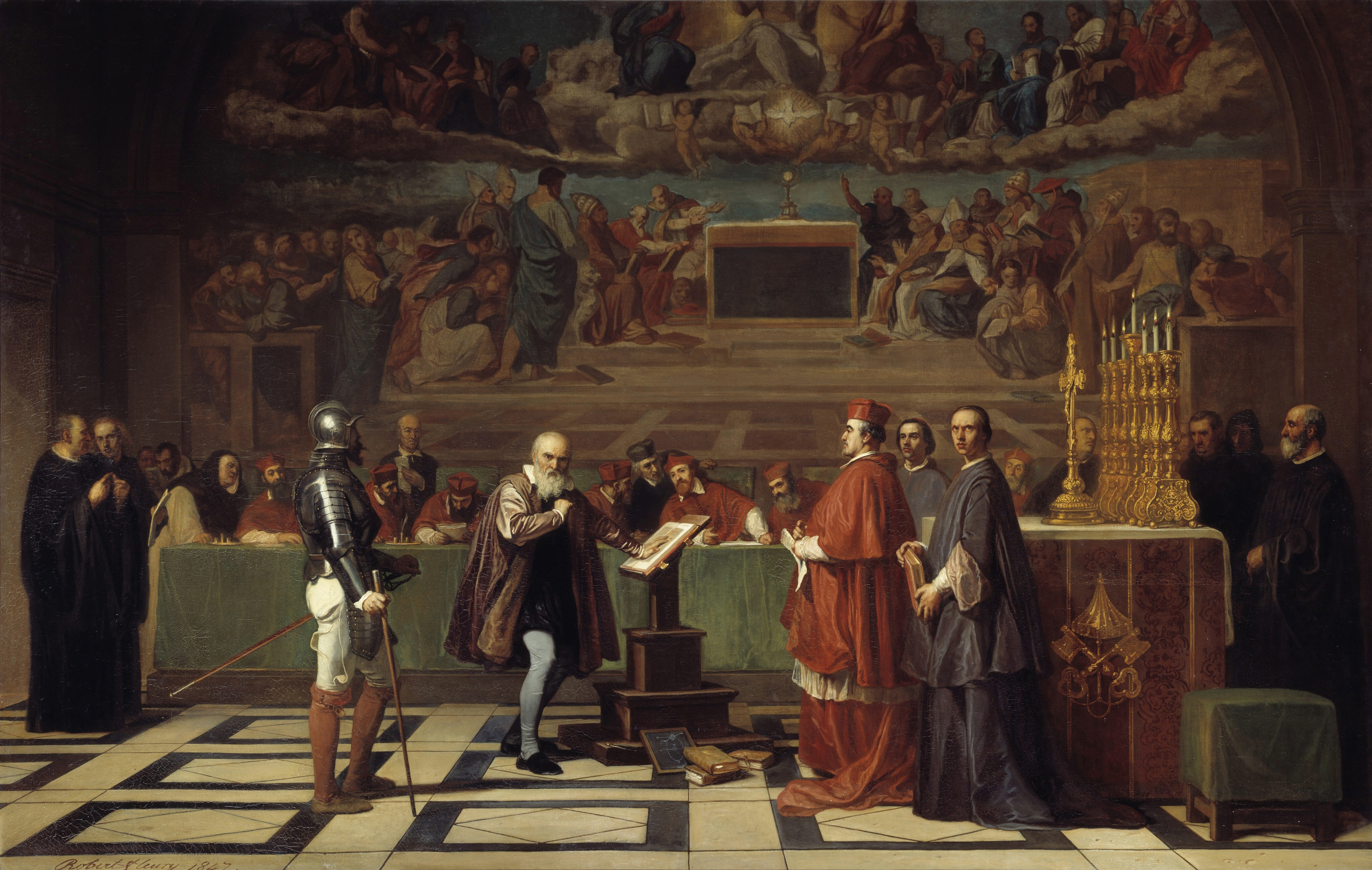
Conflicto. Galileo ante el tribunal religioso, de Joseph-Nicolas Robert-Fleury.

La tesis del conflicto es un enfoque historiográfico en la historia de la ciencia que se originó en el siglo XIX con John William Draper y Andrew Dickson White. Sostiene que existe un conflicto intelectual intrínseco entre la religión y la ciencia, y que conduce inevitablemente a la hostilidad. El consenso entre los historiadores de la ciencia es que esta tesis lleva mucho tiempo desacreditada, lo que explica el rechazo de la tesis por parte de los estudiosos contemporáneos.

## Historia
Antes del siglo XIX, nadie había propuesto una tesis de conflicto semejante entre ciencia y religión (o viceversa) por escrito. La relación entre religión y ciencia se convirtió en un verdadero tema formal del discurso en el siglo XIX. Más específicamente, fue a mediados del siglo XIX cuando surgió la discusión sobre ciencia y religión porque antes de ese tiempo, la ciencia todavía incluía dimensiones morales y metafísicas (no estaba inherentemente vinculada al método científico) y el término científico no surgió hasta 1834.
La tesis de conflicto histórica fue una investigación popular historiográfica en la historia de la ciencia durante las postrimerías del siglo XIX y los albores del s. XX, aunque posteriormente casi no se utiliza su formulación inicial.
 A pesar de ello, la tesis de conflicto aún goza de cierto apoyo popular: ha resurgido por el buen éxito del libro de Richard Dawkins El espejismo de dios y de otras ediciones de «superventas» (best sellers) relacionadas con el movimiento denominado «nuevo ateísmo».
También conocida como «tesis Draper-White», el conflicto interpreta la relación entre religión y ciencia como una vía que conduce a hostilidad pública, cuando la religión ataca agresivamente los retos de las nuevas ideas científicas. La denominación de esta tesis es por el científico John William Draper y el intelectual Andrew Dickson White, quienes protagonizaron las disquisiciones inherentes a favor de la ciencia.
Por solicitud, Draper escribió una History of the Conflict between the Religión and Science (1874), en la cual replicaba las tesis contemporáneas del catolicismo, tales como la infalibilidad papal, y sobre todo criticaba el antiintelectualismo de tradición católica, y aún aseveraba que en el islamismo y en el protestantismo existía poco conflicto con la ciencia.
En 1896, White publicó la History of the Warfare of Science with Theology in Christendom (Historia de la contienda de la ciencia con la teología en el cristianismo), culminación de más de 30 años de investigación y publicación acerca del tema, en la cual criticaba lo restrictivo y dogmático de la cristiandad. Enfatizaba que llegó a esa posición luego de las dificultades de colaboración con Ezra Cornell para fundar una universidad sin afiliación religiosa oficial: la Cornell University.
El caso más conocido históricamente es el de Galileo Galilei, tal como sucedió en su  juicio ante el Santo oficio, en 1614–1615.

## Controversia
James Joseph Walsh, médico e historiador de la medicina, en una obra dedicada al Papa Pío X, escribe:

La historia de la supuesta oposición de la Iglesia, los Papas y las autoridades eclesiásticas a cualquier rama científica  se basa totalmente en nociones erróneas. La mayor parte es bastante imaginaria. Mucho de ella se debe a exageración de la importancia del «incidente Galileo». Sólo quienes saben poco acerca de la historia de la medicina y de la ciencia continúan encubriéndola.